# Генрі Тіллман
Генрі Тіллман (англ. Henry Tillman; нар. 1 серпня 1960, Лос-Анджелес) — американський професійний боксер, чемпіон Олімпійських ігор.

## Аматорська кар'єра
На Панамериканських іграх 1983 завоював срібну медаль, програвши у фіналі Ауреліо Тойо (Куба).
1984 року на передолімпійських відбіркових змаганнях в США Тіллман двічі переміг Майка Тайсона.
На Олімпійських іграх завоював золоту медаль.
- В 1/8 фіналу переміг Каліга Сінґха (Індія) — RSCH 1
- У чвертьфіналі переміг Тевіта Тауфооу (Тонга) — RSCH 2
- У півфіналі переміг Анджело Мусоне (Італія) — 5-0
- У фіналі переміг Віллі де Віта (Канада) — 5-0

## Професіональна кар'єра
Дебютував на профірингу у грудні 1984 року. Здобув десять перемог поспіль, завоювавши титул NABF у першій важкій вазі. В наступному бою 15 червня 1986 року зазнав беззаперечної поразки від Берта Купера, втративши титул.
14 лютого 1987 року вийшов на бій проти чемпіона світу за версією WBA у першій важкій вазі Евандера Холіфілда і зазнав поразки технічним нокаутом в сьомому раунді.
В наступних боях зазнав ще чотирьох поразок, у тому числі від Віллі де Віта і Майка Тайсона, завершивши кар'єру з рекордом 25-6.  